# Paul J. Crutzen

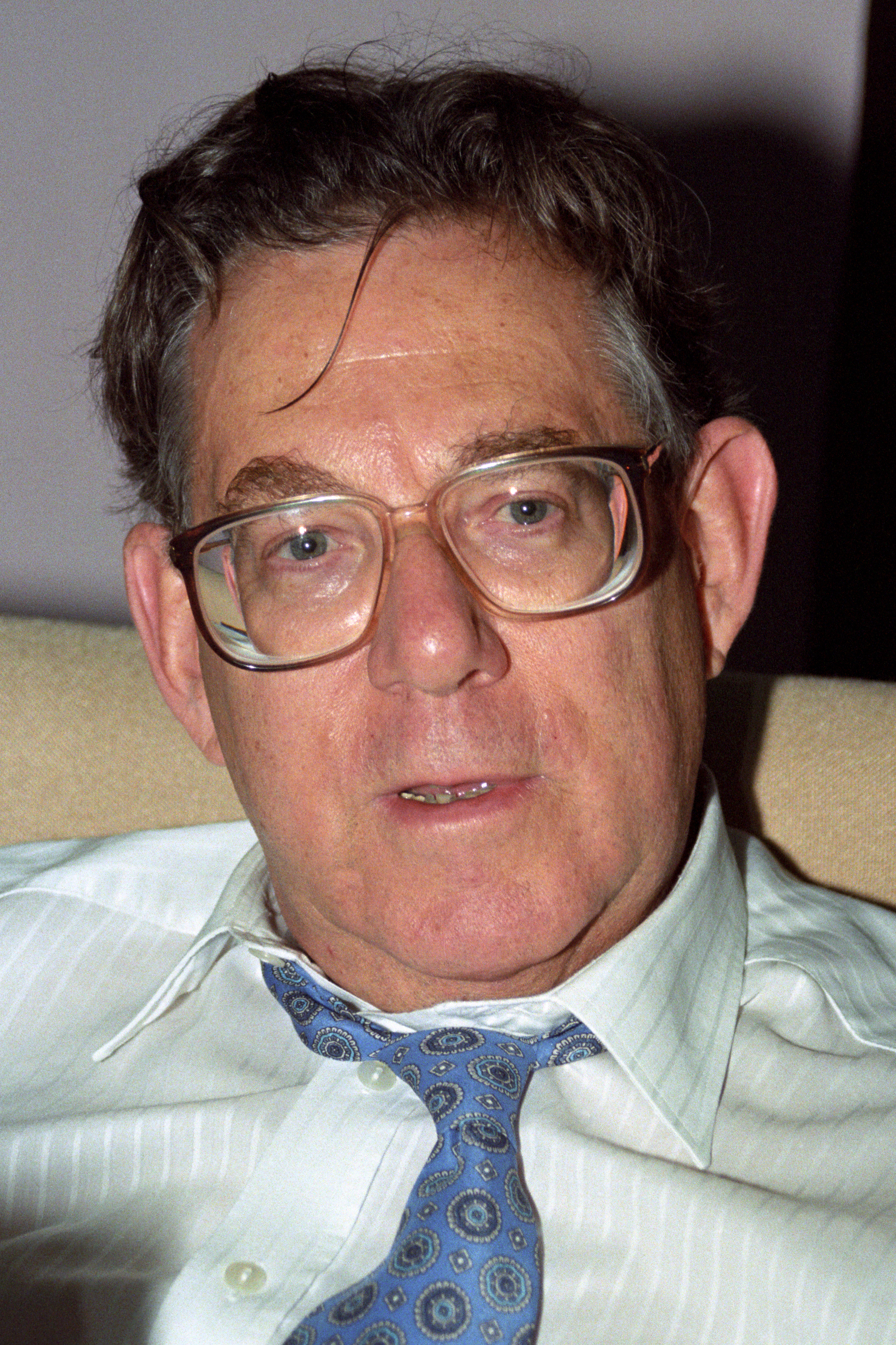
Paul J. Crutzen

Paul Jozef Crutzen (n. 3 decembrie 1933, Amsterdam, Țările de Jos – d. 28 ianuarie 2021, Mainz, Germania) a fost un chimist neerlandez, laureat al Premiului Nobel pentru chimie (1995).